# Juncus taonanensis
Juncus taonanensis là một loài thực vật có hoa trong họ Juncaceae. Loài này được Satake & Kitag. mô tả khoa học đầu tiên năm 1934.